# Guancang (köpinghuvudort i Kina, Guizhou Sheng, lat 28,04, long 106,71)
Guancang (kinesiska: 官仓, 官仓镇) är en köpinghuvudort i Kina. Den ligger i provinsen Guizhou, i den sydvästra delen av landet, omkring 150 kilometer norr om provinshuvudstaden Guiyang. Antalet invånare är 25 965. Befolkningen består av 12 609 kvinnor och 13 356 män. Barn under 15 år utgör 25,0 %, vuxna 15-64 år 63 %, och äldre över 65 år 10,0 %.